# Риттикрай, Панна
Панна Риттикрай (тайск. พันนา ฤทธิไกร; 17 февраля 1961, провинции Кхонкэн — 20 июля 2014) — таиландский постановщик трюков и боёв, режиссёр, сценарист и актёр.

## Биография
Панна Риттикрай родился в небольшой деревне в провинции Кхонкэн. В детстве он увлекался гонконгскими боевиками и восхищался Брюсом Ли и Джеки Чаном. Под их влиянием он набрал команду из 20 каскадёров, в большинстве своём занимавшихся тайским боксом (муай-тай), и самостоятельно стал снимать кино. В 1978 году вышел его первый фильм, «Рождённый сражаться». В течение следующих двадцати лет Риттикрай снял около 50 низкобюджетных фильмов, малоизвестных даже в самом Таиланде.
Мировую известность Риттикрай получил после выхода в 2003 году фильма «Онг Бак», в котором Риттикрай занимался постановкой боевых сцен и трюков, и где снимался его ученик, Тони Джа. В фильме использовались очень сложные трюки и боевая хореография с широким применением до тех пор практически неизвестного за пределами Таиланда боевого искусства муай-боран. Фильм превратил Джа в восходящую звезду фильмов с боевыми искусствами.
В дальнейшем Риттикрай продолжил работать с Тони Джа в фильмах «Честь дракона» (2005) и «Онг Бак 2: Непревзойденный» (2008). В 2004 году он снял ремейк своего первого фильма «Рождённый сражаться» с другим своим воспитанником, Дэном Чупонгом, в главной роли. Фильм примечателен тем, что большинство боевых сцен в нём разработано на основе различных видов спорта — муай тай, кикбоксинга, спортивной гимнастики, футбола, а снялись в нём профессиональные тайские спортсмены.
В конце июня 2014 года Риттикрай был доставлен в больницу в связи с обострением болезни печени, где у него в ходе обследования была также обнаружена опухоль головного мозга. 20 июля Риттикрай скончался от заражения крови.

## Избранная фильмография
| Год  | Фильм                      | Оригинальное название | Участие                                      |
| ---- | -------------------------- | --------------------- | -------------------------------------------- |
| 2003 | Онг Бак                    | Ong bak               | Соавтор сценария, постановщик трюков         |
| 2004 | Рождённый сражаться        | Born to Fight         | Режиссёр, автор сценария, постановщик трюков |
| 2004 | Телохранитель              | The Bodyguard         | Режиссёр                                     |
| 2005 | Честь дракона              | Tom yum goong         | Постановщик трюков, хореограф боевых сцен    |
| 2006 | Ртутный человек            | Mercury Man           | Постановщик трюков                           |
| 2006 | Воин-динамит               | Dynamite Warrior      | Актёр (роль чёрного мага)                    |
| 2008 | Шоколад                    | Chocolate             | Постановщик трюков                           |
| 2008 | Онг Бак 2: Непревзойденный | Ong bak 2             | Автор сценария, продюсер                     |
| 2010 | Онг Бак 3                  | Ong bak 3             | Автор сценария, продюсер                     |
| 2010 | Бангкокский нокаут         | Bangkok knokout       | Продюсер, режиссёр, актёр                    |